# جون إليس (لاعب كرة قدم أسترالية)
جون إليس (بالإنجليزية: John Ellis)‏ هو لاعب كرة قدم أسترالية أسترالي، ولد في 20 سبتمبر 1948.

## وصلات خارجية
- جون إليس على موقع AustralianFootball.com (الإنجليزية)
- جون إليس على موقع AFLtables.com (الإنجليزية)